# Helfrantzkirch
Helfrantzkirch je občina v departmaju Haut-Rhin francoske regije Alzacija.
Leta 1990 je v občini živelo 685 oseb oz. 110 oseb/km².